# Sagita (geometria)

Esquema d'un arc de circumferència.c: corda; f: sagita; s: arc, d: apotema

En geometria, la fletxa o sagita d'un arc circular és la distància des del centre de l'arc al centre de la corda. Aquest concepte s'empra sovint en arquitectura per obtenir l'arc necessari per cobrir una obertura i en òptica on s'empra per trobar la profunditat d'un mirall esfèric o una lent.

## Expressions
En les següents expressions, {\displaystyle f} es refereix a la fletxa, {\displaystyle R} al radi de la circumferència, {\displaystyle c} a la corda de l'arc i {\displaystyle d} a la distància des del centre de la circumferència fins a la corda.
La fletxa es defineix com:
{\displaystyle f=R-d}
Aplicant el Teorema de Pitàgores, la fletxa es pot calcular com:
{\displaystyle f=R-{\sqrt {R^{2}-\left({\frac {c}{2}}\right)^{2}}}}
La fletxa també es pot calcular emprant la funció versinus. Sigui {\displaystyle \alpha } l'angle que defineix l'arc,
{\displaystyle f=R\cdot \operatorname {versin} {\frac {\alpha }{2}}=R\left(1-\cos {\frac {\alpha }{2}}\right)}
O de forma alternativa:
{\displaystyle f={\frac {c}{2}}\cdot \tan {\frac {\alpha }{4}}}
Quan la fletxa és petita en comparació del radi es pot aproximar de la següent forma:
{\displaystyle f\approx {\frac {\left(c/2\right)^{2}}{2R}}={\frac {c^{2}}{8R}}}